# Lijst van koningen van Arakan
Dit is een lijst met de koningen, voor zover bekend, van het koninkrijk Arakan. Voor zover bekend zijn de jaartallen vermeld. Tussen haakjes staan de alternatieve namen of spellingen van de koningen vermeld: 
De namen in deze lijst kunnen afwijken van namen elders vermeld in andere bronnen. Koningen hadden in verschillende periodes van hun heerschappij vaak verschillende namen. Hierdoor kan een koning in drie verschillende boeken onder drie verschillende namen vermeld staan. Hiernaast werd er geschreven in een lokaal schrift. De transcriptie naar Latijns alfabet kan bijgevolg ook nog eens verschillen per vertaler en de taal die hij spreekt. Ook de jaartallen kunnen afwijken omdat men een andere jaartelling hanteerde, omdat sommige koningen in sommige delen van het land wel regeerden en in andere delen niet, en omdat het ervan af hangt welke geschriften men bestudeert om te concluderen wie wanneer koning was. In sommige periodes waren er bovendien koningen van het voorpaleis en koningen van het achterpaleis. Deze worden in Westerse bronnen vaak verward omdat men met deze begrippen niet bekend is. Hierdoor kunnen sommige lijsten verward zijn in de loop van de geschiedenis.
Mrohaung-dynastie 

1404 - 1434 Narameikhla 

1434 - 1459 Ali Khan 

1459 - 1482 Basawpyu 

1482 - 1492 Dawlya 

1492 - 1494 Basawnyo 

1494 Yanaung 

1494 - 1501 Salingathu 

1501 - 1523 Minyaza 

1523 - 1525 Kasabadi 

1525 Minsaw O 

1525 - 1531 Thatasa 

1531 - 1553 Minbin 

1553 - 1555 Dikha 

1555 - 1564 Sawhla 

1564 - 1571 Minsetya 

1571 - 1593 Minpalaung 

1593 - 1612 Minyazagyi 

1612 - 1622 Minhkamaung 

1622 - 1638 Thirithudamma 

1638 Minsani 

1638 - 1645 Narapatigyi 

1645 - 1652 Thado 

1652 - 1684 Sandathudamma 

1684 - 1685 Thirithuriya 

1685 - 1692 Waradhammaraza 

1692 - 1694 Munithudhammaraza 

1694 - 1696 Sandathuriyadhamma 

1696 Nawrahtazaw 

1696 - 1697 Mayokpiya 

1697 - 1698 Kalamandat 

1698 - 1700 Naradipati I 

1700 - 1706 Sandawimala I 

1706 - 1710 Sandathuriya I 

1710 - 1731 Sandawizaya 

1731 - 1734 Sandathuriya II 

1734 - 1735 Naradipati II 

1735 - 1736 Narapawara 

1737 Sandawizala 

1737 Sanda Thuriya III 

1737 - 1742 Madarit 

1742 - 1761 Nara Apaya 

1761 Thirithu 

1761 - 1764 Sandaparama 

1764 - 1773 Apaya 

1773 - 1777 Sandathumana 

1777 Sandawimala II 

1777 - 1782 Sandathaditha 

1782 - 31 december 1784 Thamada
Voor een overzicht van alle pagina's met betrekking tot Myanmar op Wikipedia zie Myanmar van A tot Z.